# Darmstadt-Ost
Der Stadtteil Darmstadt-Ost bezeichnet den Stadtteil östlich des Darmstädter Stadtzentrums.
Dieses Gebiet teilt sich in die Bezirke Oberfeld, Mathildenhöhe, Woogsviertel und An den Lichtwiesen auf.

## Sehenswürdigkeiten
- Botanischer Garten Darmstadt
- Darmstädter Papiertheatersammlung
- Eichengalerie
- Grube Prinz von Hessen
- Landschaftspark Lichtwiese
- Oberfeld und Oberwald
- Vivarium Darmstadt

Siehe auch: Liste der Kulturdenkmäler in Darmstadt Ost